# Szum elektryczny
Szum elektryczny – każdy niepożądany sygnał, który występuje na wyjściu lub w jakiejś części układu elektronicznego. Szum ogranicza minimalną wartość sygnału użytecznego, który będzie do rozróżnienia na wyjściu układu, ogranicza zatem czułość na wejściu układu. 
Oprócz szumów powstających wewnątrz układu, szum może dostawać się także z zewnątrz w postaci zakłóceń.
Wyróżnia się kilka rodzajów szumów:
- szum termiczny (cieplny) związany z chaotycznym ruchem cieplnym elektronów w rezystancjach układu,
- szum biały charakteryzujący się stałą widmową gęstością mocy w funkcji częstotliwości,
- szum śrutowy jest rodzajem szumu białego, ma związek z ziarnistą strukturą nośników prądu,
- szum nadmiarowy mający związek z niedoskonałością powierzchni emitujących nośniki i z procesami generacyjno-rekombinacyjnymi na powierzchni półprzewodników i złącz.